# Dennys Reyes
Pour les articles homonymes, voir Reyes.
Dennys Reyes, né le 19 avril 1977 à Higuera de Zaragoza (Mexique), est un joueur mexicain de baseball évoluant dans les Ligues majeures de baseball depuis 1997. Ce lanceur de relève gaucher est présentement agent libre.
Reyes a participé aux deux premières éditions de la Classique mondiale de baseball en 2006 et 2009.

## Carrière
Reyes a paraphé une entente de deux ans avec les Cardinals de Saint-Louis avant la saison 2009.
Le 10 février 2011, il signe avec les Red Sox de Boston mais ne dispute quatre parties pour eux la saison suivante.
En janvier 2012, il signe avec les Orioles de Baltimore. Reyes a des problèmes de visa et sa nouvelle équipe est incapable d'entrer en contact avec lui. Le 4 mars, Reyes est libéré de son contrat pour avoir omis de se rapporter au camp d'entraînement.